# Guggenbacher Papierfabrik
Die Guggenbacher Papierfabrik war eine Papierfabrik in Guggenbach, einem Ortsteil von Übelbach in der Weststeiermark.
Die Fabrik wurde 1846 als Holzschleife errichtet und im Jahr 1852 vom Fabrikanten Leopold Sommer erworben und in den darauffolgenden Jahren modernisiert. In den 1870er-Jahren übernahm Adolf Ruhmann die soeben insolvent gewordene Fabrik von Sommer. Ruhmann hatte 1853 einen Zulieferbetrieb für die Papierfabrik vor deren Toren gegründet.
Anfang des 20. Jahrhunderts erhielt die Fabrik im Rahmen des Baus der Lokalbahn Peggau–Übelbach eine Werksschleppbahn und wurde zum größten Güterkunden der Bahngesellschaft.
Nach dem Anschluss Österreichs Jahre 1938 wurde die Besitzerfamilie, u. a. Franz Ruhmann und Karl Ruhmann, im Zuge der „Arisierung“ zum Verkauf der gesamten Ruhmann-Unternehmungen mitsamt diesem Werke, weit unter dem bestehenden Unternehmenswert, gezwungen. Nach dem Ende des Zweiten Weltkrieges stand der Betrieb 1945 bis 1947 unter staatlicher Verwaltung und ab 1953 trug er den Namen „Guggenbacher Papierfabrik“. Österreichweite Bekanntheit erlangte die Fabrik im Jahre 1951 durch den Krauland-Skandal. Im Juni 1972 wurde der Betrieb eingestellt.